# Panupan Juheang
Panupan Juheang (thailändisch ภาณุพันธ์ จูเฮง, * 14. März 1996 in Bangkok) ist ein thailändischer Fußballspieler.

## Karriere
Panupan Juheang erlernte das Fußballspielen in der Jugendmannschaft des Erstligisten Muangthong United. Bei dem Verein aus Pak Kret, einem nördlichen Vorort der Hauptstadt Bangkok, unterschrieb er 2017 auch seinen ersten Vertrag. Die Saison 2017 und 2018 wurde er an den Bangkoker Verein Bangkok FC ausgeliehen. 2017 spielte der Verein in der zweiten Liga. Am Ende der Saison musste er den Weg in die Drittklassigkeit antreten. Hier spielte er mit dem Klub in der Upper Region. Im November 2018 kehrte er zu Muangthong zurück. Hier kam er in U-23-Mannschaft zum Einsatz. Die U23 spielte in der vierten Liga. Hier trat man in der Bangkok Region an. Am Ende der Saison 2019 feierte er mit der U-23 die Meisterschaft. Im September 2020 wechselte er auf Leihbasis zum Drittligisten Uttaradit FC. Mit dem Klub aus Uttaradit spielte er in der Northern Region. Im Mai 2021 kehrte er nach der Ausleihe zu Muangthong zurück. Der Drittligist Muang Loei United FC aus Loei lieh ihn die Saison 2021/22 aus. Am Ende der Saison wurde er mit Loei Meister der Region und stieg in die zweite Liga auf. Nach Vertragsende bei Muangthong wechselte er im Sommer 2022 zum Zweitligaaufsteiger Uthai Thani FC. Sein Zweitligadebüt gab Panupan Juheang am 14. August 2022 (1. Spieltag) im Auswärtsspiel gegen den Udon Thani FC. Hier stand er in der Startelf und stand die kompletten 90 Minuten im Tor. Uthai Thani gewann das Spiel 4:2. In der Hinrunde 2022/23 stand er dreimal für den Klub aus Uthai Thani zwischen den Pfosten. Im Dezember 2022 wurde sein Vertrag aufgelöst. Im gleichen Monat unterschrieb er einen Vertrag beim ebenfalls in der zweiten Liga spielenden Krabi FC. Am Ende der Saison 2023/24 belegte er mit dem Klub aus Krabi den letzten Tabellenplatz und musste somit in die dritte Liga absteigen. Nach dem Abstieg verließ er den Verein und schloss sich im Juli 2024 dem Drittligisten Muang Loei United FC an. Mit dem Verein spielt er in der North/Eastern Region der Liga.

## Erfolge
Muangthong United U-23
- Thai League 4 – Bangkok: 2019

Muang Loei United FC
- Thai League 3 – North/East: 2021/22  ▲